# Algoma District
Algoma är ett distrikt i provinsen Ontario i Kanada. Det ligger norr om Övre sjön och Huronsjön. Antalet invånare var 114 094 år 2016.

## Kommuner
I distriktet finns flera kommuner av olika typ:
| Kommunnamn                                  | Kommuntyp    |
| ------------------------------------------- | ------------ |
| Elliot Lake                                 | City         |
| Sault Ste. Marie                            | City         |
| Blind River                                 | Town         |
| Bruce Mines                                 | Town         |
| Spanish                                     | Town         |
| Thessalon                                   | Town         |
| Dubreuilville                               | Township     |
| Hilton                                      | Township     |
| Hornepayne                                  | Township     |
| Jocelyn                                     | Township     |
| Johnson                                     | Township     |
| Laird                                       | Township     |
| Macdonald, Meredith and Aberdeen Additional | Township     |
| Plummer Additional                          | Township     |
| Prince                                      | Township     |
| St. Joseph                                  | Township     |
| Tarbutt and Tarbutt Additional              | Township     |
| The North Shore                             | Township     |
| White River                                 | Township     |
| Hilton Beach                                | Village      |
| Huron Shores                                | Municipality |
| Wawa                                        | Municipality |

Dessutom finns åtta indianreservat:
- Garden River 14
- Goulais Bay 15A
- Gros Cap 49
- Mississagi River 8
- Rankin Location 15D
- Sagamok
- Serpent River 7
- Thessalon 12